# Eulocastra
Eulocastra is een geslacht van vlinders uit de familie van de uilen (Noctuidae).

## Soorten
- E. albipunctella Hampson, 1918
- E. argentifrons (Butler, 1889)
- E. argentisparsa Hampson, 1910
- E. argyrogramma Hampson, 1914
- E. argyrostrota Hampson, 1916
- E. bryophilioides Brandt, 1938
- E. capnoessa Zerny, 1915
- E. carnibasalis Hampson, 1918
- E. chrysarginea (Schaus, 1906)
- E. ecphaea Dognin, 1914
- E. eurynipha (Turner, 1902)
- E. excisa (Swinhoe, 1885)
- E. fasciata Butler, 1886
- E. latifasciata Wileman, 1911
- E. leucobasis Hampson, 1910
- E. neoexcisa Berio, 1954
- E. nigrata Berio, 1959
- E. nigrivittata (Warren, 1888)
- E. pallida Hampson, 1918
- E. phaeozona Hampson, 1910
- E. phaeella Hampson, 1918
- E. poliogramma Hampson, 1918
- E. pseudozarboides Rothschild, 1921
- E. quintana (Swinhoe, 1885)
- E. sahariensis Rothschild, 1921
- E. seminigra Hampson, 1914
- E. shibaharai Kishida, 2010
- E. sudanensis Rebel, 1917
- E. tamsi Berio, 1938
- E. tarachodes Hampson, 1914
- E. thermozona Hampson, 1910
- E. tripartita (Butler, 1886)
- E. undulata (Snellen, 1880)

### Status onduidelijk
- E. tapina Püngeler